# Максіс (Джорджія)
Максіс (англ. Maxeys) — місто (англ. town) в США, в окрузі Оглторп штату Джорджія. Населення — 198 осіб (2020).

## Географія
Максіс розташований за координатами 33°45′18″ пн. ш. 83°10′21″ зх. д. / 33.75500° пн. ш. 83.17250° зх. д. (33.754914, -83.172638).  За даними Бюро перепису населення США в 2010 році місто мало площу 6,20 км², з яких 6,17 км² — суходіл та 0,03 км² — водойми.

## Демографія
Згідно з переписом 2010 року, у місті мешкали 224 особи в 82 домогосподарствах у складі 63 родин. Густота населення становила 36 осіб/км².  Було 94 помешкання (15/км²).
Расовий склад населення:
| - 92,9 % — білих - 5,8 % — чорних або афроамериканців |

До двох чи більше рас належало 1,3 %. Частка іспаномовних становила 0,0 % від усіх жителів.
За віковим діапазоном населення розподілялося таким чином: 25,4 % — особи молодші 18 років, 58,5 % — особи у віці 18—64 років, 16,1 % — особи у віці 65 років та старші. Медіана віку мешканця становила 47,1 року. На 100 осіб жіночої статі у місті припадало 107,4 чоловіків;  на 100 жінок у віці від 18 років та старших — 103,7 чоловіків також старших 18 років.
Середній дохід на одне домашнє господарство  становив 71 043 долари США (медіана — 70 313), а середній дохід на одну сім'ю — 77 585 доларів (медіана — 70 833). За межею бідності перебувало 8,0 % осіб, у тому числі 10,3 % дітей у віці до 18 років та 0,0 % осіб у віці 65 років та старших.
Цивільне працевлаштоване населення становило 135 осіб. Основні галузі зайнятості: освіта, охорона здоров'я та соціальна допомога — 19,3 %, транспорт — 17,0 %, мистецтво, розваги та відпочинок — 14,8 %.